# Lilian Klebow
Lilian Klebow (München, 31 oktober 1977) is een Duits actrice en zangeres. Ze speelde in vele televisieseries en in theaterproducties. Op tienjarige leeftijd begon ze bij de Staatsopera in München.
Hoewel Klebow thuis Hoogduits leerde spreken, speelt ze vaak rollen met Beiers of Weens dialect.

## Privé
Klebow is getrouwd met Erich Altenkopf en heeft een dochter en een zoon.

## Filmografie (selectie)
- 2001: Kommissar Rex (televisieserie, aflevering: Ein todsicherer Tipp)
- 2001: Julia – Eine ungewöhnliche Frau (televisieserie, aflevering: Rufmord)
- 2001: SOKO Kitzbühel (televisieserie, aflevering: Ein Bombenschlag)
- 2004: Princesse Marie
- 2004: Meine schöne Tochter
- 2005: LiebesLeben (televisieserie, aflevering: Ihr Scheiß Sterne)
- sinds 2005: SOKO Donau (televisieserie, als SOKO Wien im ZDF)
- 2006: Novotny & Maroudi – Zahngötter in Weiß (televisieserie, aflevering: Lebenskrisen)
- 2006: Mein süßes Geheimnis
- 2006–2007: Stadt, Land, Mord (televisieserie, 8 afleveringen)
- 2007: A Full Circle
- 2008: Und ewig schweigen die Männer
- 2008: Das große Glück sozusagen
- 2009: Der Stinkstiefel
- 2009: Detektiv wider Willen
- 2010-2014: Der letzte Bulle (televisieserie, aflevering: Der verlorene Sohn)
- 2010: Furcht & Zittern
- 2011: Nur der Berg kennt die Wahrheit (televisiefilm)
- 2013: Schon wieder Henriette
- 2013: Der Umschlag
- 2014: Die Mamba (als Penny Lanz)
- 2015: Beautiful Girl
- 2015: World of Leem
- 2019: Percht (korte film)
- 2019: Love Machine
- 2019: Wiener Blut
- 2019: Der vierte Mann (serie-special van SOKO Donau met SOKO Leipzig)

## Belangrijke theaterrollen
- Ruth Condomine in Blithe Spirit van Noël Coward
- Christine Weyring in Liebelei van Arthur Schnitzler
- Erna Wahl in Das weite Land van Arthur Schnitzler
- Jenny in The Shape of Things van Neil LaBute
- Burleigh/Leicester in Maria Stuart van Friedrich Schiller
- Lady Macbeth in Macbeth van William Shakespeare
- Verteller in Fleisch&Flesh van Lida Winiewicz aan het Volkstheater Wien
- Tina in Crazy Love van Hofbauer/Gull aan het Wiener Metropol

- Gemeinsame Normdatei: 1020083018
- International Standard Name Identifier: 0000 0003 6679 9604
- Virtual International Authority File: 232103620
- WorldCat: E39PBJgMyTvpFVMwYQ63MYRBT3